# 507
Évszázadok: 5. század – 6. század – 7. század
Évtizedek: 450-es évek – 460-as évek – 470-es évek – 480-as évek – 490-es évek – 500-as évek – 510-es évek – 520-as évek – 530-as évek – 540-es évek – 550-es évek
Évek: 502 – 503 – 504 – 505 –  506 – 507 – 508 – 509 – 510 – 511 – 512

## Események

### Európa
- I. Anasztasziosz bizánci császár Konstantinápoly védelme érdekében falat kezd építtetni a Fekete- és a Márvány-tenger között.
- I. Chlodwig frank király rátámad a Vizigót Királyságra és a vouilléi csatában döntő győzelmet arat. Az ütközetben II. Alaric vizigót király is elesik és mivel örökösödési válság lép fel (törvényes fia, Amalaric csak 5 éves, kellően idős fia, Gesalec viszont házasságon kívül született) a királyság ellenállása összeomlik és a frankok elfoglalják Gallia nagy részét, Theoderic osztrogót király segítségének köszönhetően azonban a Földközi-tenger melléki Septimania a vizigótok kezén marad. Chlodwig elfoglalja a fővárost, Tolosát is, ahol megszerzi a vizigótok kincstárát. A nemesek által királlyá választott Gesalec Narbonne-ba helyezi székhelyét.
- Írott formába kerül a frankok törvénykönyve, a száli törvény (bizonytalan időpont, 507-511 között).[1]
- Meghal Domangart, a nyugat-skóciai Dál Riata királya. Utóda fia, Comgall.

### Kína
- Északi Vej és a Liang-dinasztia háborújában az északiak ostrom alá veszik Csungli városát, de a felmentő sereg döntő vereséget mér rájuk és bár kisebb összecsapásokra még évekig sor kerülnek, a háború (amelyet az északi Hszüanvu császár azért indított, hogy egy báburalkodó trónra helyezésével befolyása alá vonja a déli államot) gyakorlatilag véget ér. Az év végén váratlan meghal Hszüanvu 19 éves felesége, Jü császárné, állítólag a császár kedvenc ágyasa, Kao mérgezte meg.

### Japán
- Trónra lép Keitai császár.

## Születések
- Epheszoszi János, szíriai püspök

## Halálozások
- II. Alaric, vizigót király[2]
- Domangart, Dál Riata királya

## Fordítás
- Ez a szócikk részben vagy egészben  a(z)   507 című angol Wikipédia-szócikk ezen változatának fordításán alapul.  Az eredeti cikk szerkesztőit annak laptörténete sorolja fel. Ez a jelzés csupán a megfogalmazás eredetét és a szerzői jogokat jelzi, nem szolgál a cikkben szereplő információk forrásmegjelöléseként.